# Xiphosomella dubia
Xiphosomella dubia är en stekelart som först beskrevs av Charles Thomas Brues 1911.  Xiphosomella dubia ingår i släktet Xiphosomella och familjen brokparasitsteklar. Inga underarter finns listade i Catalogue of Life.